# Staatsgreep in Niger (2010)
De staatsgreep in Niger had op 18 februari 2010 plaats. Soldaten vielen het presidentiële paleis in de Nigerese hoofdstad Niamey aan en namen de zittende president Mamadou Tandja gevangen. Later op de dag kondigden de rebellen op televisie de vestiging van een nieuwe regering aan, de Hoge Raad voor het Herstel van de Democratie. Deze kwam onder leiding te staan van Salou Djibo. Zijn regering ontwierp een nieuwe grondwet en schreef nieuwe verkiezingen uit in het begin van 2011

## Aanleiding

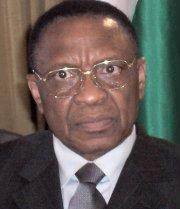
Mamadou Tandja in 2007

De coup volgde na een jaar van politieke onrust. President Tandja's tweede termijn liep in december 2009 af en volgens de grondwet kon hij zich niet opnieuw verkiesbaar stellen. Tandja stelde dat het volk wilde dat hij aanbleef en ontbond daarom in mei 2009 het parlement. Hij vormde een nieuw hooggerechtshof en deze stemde in met een referendum over de vraag of Tandja nog drie jaar mocht aanblijven als president.
De oppositie reageerde woedend en noemde Tandja een dictator. Ook was er internationale kritiek. Sommige westerse landen schortten hun ontwikkelingshulp op en Niger werd als lid van de regionale groep ECOWAS op non-actief gesteld. Tandja reageerde door te stellen dat het belangrijk was dat hij aanbleef om verschillende belangrijke economische hervormingen door te voeren. De oppositie onderhandelde – door bemiddeling van ECOWAS - met Tandja, maar daar kwam weinig uit. Op 14 februari 2010 was er een grote demonstratie in Niamey tegen de president.

## Staatsgreep
Een groep soldaten trok op 18 februari 2010 vanuit hun barakken in Tondibia, vlak bij Niamey, op naar het presidentiële paleis. Zij deden dat terwijl Tandja een vergadering van de regering voorzat. Er braken gevechten uit. Er werd ongeveer 30 minuten geweervuur en explosies gehoord. Bij de gevechten verloren ten minste 10 mensen, waaronder 4 soldaten, het leven. Veel straten in het centrum stroomden direct na het uitbreken van het geweld leeg. Het nationale radiostation Voix du Sahel maakte geen melding van de staatsgreep.
Een paar uur na de uitbraak van geweld kondigde een groep onder leiding van majoor Adamou Harouna aan dat zij de regering waren opgevolgd. President Tandja en andere ministers werden op dat moment vastgehouden. Later op de dag lieten de militairen weten dat er een Hoge Raad voor het Herstel van de Democratie was gevormd. Kolonel Abdul Karim Goukoye zei dat de grondwet was opgeschort en verschillende overheidsinstituut, zoals het parlement, waren ontbonden. Hij stelde dat de militairen een coup hadden gepleegd vanwege de "gespannen politieke situatie".

## Nasleep
Hoewel Harouna de coup leidde werd de nieuwe regering geleid door kolonel Salou Djibo. Op dat moment werd hij gezien als een obscuur figuur over wie weinig bekend was bij het publiek. De aanwezigheid in de nieuwe regering van verschillende militairen die in 1999 ook bij een coup betrokken waren waardoor de democratie werd hersteld, leidde er bij sommige burgers toe te hopen dat nu weer hetzelfde zou gebeuren. Kolonel Djibrilla Hima, lid van junta, liet op 20 februari op een bijeenkomst voor West-Afrikaanse leiders weten dat er verkiezingen zouden worden gehouden zodra de situatie weer stabiel was en noodzakelijke voorwaarden aanwezig waren. ECOWAS drong aan op een korte overgangsperiode. Hima weest op de coup in 1999 en stelde dat de coup slechts een laatste middel was geweest, nadat politici er niet in geslaagd waren de situatie te herstellen.
De oppositie zocht kort na de coup haar toenadering tot de nieuwe machthebbers en spraken hun bereidheid uit samen te werken voor het herstel van de democratie. Zij spraken hun dank uit naar de Volksraad.
De meeste ministers werden kort na de staatsgreep weer vrijgelaten. Tandja zat nog gevangen, samen met premier Ali Badjo Gamatié, minister van Binnenlandse Zaken Albadé Abouba en minister van Financiën Ali Lamine Zeine. Bazoum, een van de leiders van de Volksraad, stelde dat Tandja gevangen moest worden gehouden tot er een nieuwe regering zou zijn en dat hij daarna berecht moest worden vanwege verraad. Een veroordeling zou een afschrikwekkend effect hebben op toekomstige leiders die hetzelfde als Tandja wilden proberen. Zeine en Abouba kwamen op 4 maart vrij.
Djibi werd op 22 februari officieel aan het hoofd van de regering aangesteld. Mahamadou Danda werd premier. Danda was na de coup in 1999 minister van Communicatie geweest. Op 1 maart werd er 20 minister benoemd in een tijdelijke regering. In het kabinet zaten 5 officieren, waarvan drie generaals die onder Tandja hadden gediend.
De regering van Tandja had geprobeerd de hongersnood die heerste in Niger te marginaliseren. De nieuwe regering koos voor een andere aanpak. De nieuwe premier Danda liet echter op 10 maart een noodoproep uitgaan naar de internationale gemeenschap voor hulp. Volgens hem leed 58 procent van de bevolking aan het gebrek aan voedsel. De Verenigde Naties en Europese Unie beloofden hulp.
Moctar Kassoum, minister van Communicatie onder Tandja, werd op 15 maart gearresteerd, omdat hij een oproep deed uitgaan om de vasten en bidden tot God voor de vrijlating van Tandja en Abouba. Volgens hem was de nieuwe regering hypocriet, omdat ze spraken over verzoening terwijl Tandja en Abouba nog gevangen werden gehouden. Op 18 maart werd hij weer vrijgelaten.
Tijdens de laatste maanden van Tandja's bewind moesten veel oppositieleiders vluchten naar het buitenland. Onder de nieuwe regering keerden zij weer terug. Onder hen was Mahamane Ousmane, president van Niger van 1993 tot 1996 en voorzitter van het parlement van 1999 tot 2009. Ousmane keerde op 24 maart terug.
Op 29 maart werden ook verschillende belangrijke aanhangers van Tandja gearresteerd. Onder hen was Seyni Ousmarou, partijvoorzitter van de MNSD (de partij van Tandja) en van 2007 tot 2009 premier en de minister van Justitie Garba Lomo en minister van Uitrusting Lamido Moumouni. Ook Zeine en Kassoum werden opnieuw gevangengenomen. Ousmanne Cissé, de nieuwe minister van Binnenlandse Zaken, stelde dat zij het gezag van de nieuwe regering probeerden te ondermijnen en dat dat niet getolereerd kon worden. Op 2 april werden de loyalisten van Tandja weer vrijgelaten. Een dag eerder waren ook de leiders van de belangrijkste staatsbedrijven vervangen.
Djibo stelde op 21 april een commissie aan die een nieuwe grondwet moest gaan opstellen. Zij moesten binnen 45 dagen klaar zijn. Op 24 oktober zou er dan een referendum worden gehouden onder de bevolking voor instemming met de nieuwe grondwet. De verkiezingen voor een nieuw parlement en een nieuwe president werden in januari 2011 gehouden. Daarbij werd Mahamadou Issoufou, voormalig oppositieleider, gekozen tot de nieuwe president.

## Reacties buitenland
Uit het buitenland kwamen ook verschillende reacties. De meeste veroordeelden de staatsgreep.
- Verenigde Naties: In New York veroordeelde secretaris-generaal Ban Ki-moon de coup. Hij sprak zijn "afkeer uit vanwege de ongrondwettelijke verandering van de regering en pogingen om aan de macht te blijven op ongrondwettelijke gronden".
- Afrikaanse Unie: Bij monde van woordvoerder Mull Sebujja Katende liet de Afrikaanse Unie weten dat het lidmaatschap van Niger werd opgeschort en dat er sancties tegen het land zouden volgen.
- Senegal: Madicke Niang, minister van Buitenlandse Zaken, vertelde dat ECOWAS hoopte op een rustige overgang na de "gebeurtenissen van de laatste dagen".
- Libië: Moammar al-Qadhafi stuurde een gezant die de verzekering vroeg dat Tandja en zijn familie niets werd aangedaan.
- Verenigde Staten: Philip Crowley, woordvoerder van het ministerie van Buitenlandse Zaken, liet weten "dat het een lastige situatie was. President Tandja heeft geprobeerd zijn termijn als president op te rekken. Zijn handelen zou heel goed de aanleiding kunnen zijn geweest voor wat vandaag gebeurde". Crowley stelde dat de Amerikaanse regering weinig informatie had over de precieze situatie de groep die de staatsgreep had gepleegd, maar de Verenigde Staten riepen op tot een "snelle terugkeer naar democratie".
- Frankrijk: Bernard Valero, woordvoerder van het ministerie van Buitenlandse Zaken stelde dat "Frankrijk de staatsgreep op ongrondwettelijke gronden veroordeelde". Frankrijk eiste nieuwe verkiezingen in "de komende maanden".